# آلتامیرا دو پارانا

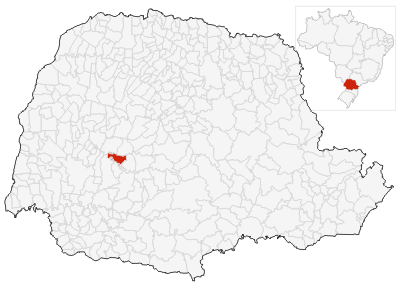
این شهر عکسشه

آلتامیرا دو پارانا (به پرتغالی: Altamira do Paraná) یک سکونتگاه مسکونی در برزیل است که در پارانا واقع شده‌است.